# Inna Suprun
Inna Oleksandriwna Suprun (ukrainisch Інна Олександрівна Супрун; * 10. April 1983 in Konotop, Sowjetunion) ist eine ehemalige ukrainische Biathletin.
Inna Suprun startete 2004 bei den Junioren-Weltmeisterschaften in Haute-Maurienne erstmals bei einem internationalen Großereignis, konnte aber keine nennenswerte Ergebnisse erreichen. Bestes Resultat war ein achter Rang mit der Staffel. Bei den Junioren-Europameisterschaften desselben Jahres in Minsk erreichte sie mit Rang fünf mit der Staffel ebenfalls in dieser Wettbewerbsform ihr bestes Ergebnis, konnte aber auch 14. in der Verfolgung werden. Nachdem Suprun zu Beginn der Saison 2004/05 im Biathlon-Europacup-Rennen in Geilo 14. im Sprint wurde, rückte sie in den Biathlon-Weltcup auf. Ihr erstes Rennen wurde ein Sprint in Beitostølen, das sie als 83. beendete. Suprun wurde in der Saison auf fast allen Weltcupstationen eingesetzt, konnte aber in einem Einzelrennen nie Punkte gewinnen. Bestes Ergebnis war ein zehnter Rang mit der Staffel in Cesana San Sicario bei den vorolympischen Wettkämpfen. Die nächsten beiden Saisonen startete Suprun unregelmäßig im Europacup, ohne je ein Resultat in den Top Ten zu erreichen. Erst in der Saison 2007/08 konnte Suprun wieder bessere Resultate erzielen. So wurde sie beim Europacup-Sprint in Torsby Siebte. Für die erstmalige Reise des Weltcup-Trosses ins südkoreanische Pyeongchang rückte sie ins ukrainische Team auf und erzielte mit den Rängen 43 im Sprint und 46 in der Verfolgung ihre bislang besten Weltcupergebnisse in Einzelrennen. Mit der Mixed-Staffel erzielte Suprun Platz sieben und damit ihr bestes Weltcup-Ergebnis. Ihr bestes internationales Ergebnis wurde der fünfte Platz im Einzel bei den Europameisterschaften 2008 in Nové Město na Moravě. Im Sprint wurde sie zudem 17. Zum Auftakt des Weltcups 2010/2011 in Östersund wurde Suprun im Einzel 32. und gewann damit erstmals Weltcup-Punkte. Nach dem erfolgreichen Auftakt – in drei der ersten vier Rennen gewann die Belarussin Punkte – folgte eine längere Zeit, in der sie keine Punkte erringen konnte. Erst zum Ende des mittleren Saisondrittels konnte sie beim Sprintrennen in Fort Kent als Neunte wieder Punkte gewinnen und erstmals in die Top Ten laufen. In der anschließenden Verfolgung wurde Inna Suprun 17. und qualifizierte sich dank der neuen Massenstartregeln zum ersten Mal für diesen Wettkampf.

## Platzierungen im Biathlon-Weltcup
Die Tabelle zeigt alle Platzierungen (je nach Austragungsjahr einschließlich Olympische Spiele und Weltmeisterschaften).
- 1.–3. Platz: Anzahl der Podiumsplatzierungen
- Top 10: Anzahl der Platzierungen unter den ersten zehn (einschließlich Podium)
- Punkteränge: Anzahl der Platzierungen innerhalb der Punkteränge (einschließlich Podium und Top 10)
- Starts: Anzahl gelaufener Rennen in der jeweiligen Disziplin
- Staffel: inklusive Mixed- und Single-Mixed-Staffeln

| Platzierung             | Einzel | Sprint | Verfolgung | Massenstart | Staffel | Gesamt |
| ----------------------- | ------ | ------ | ---------- | ----------- | ------- | ------ |
| 1. Platz                |        |        |            |             |         |        |
| 2. Platz                |        |        |            |             |         |        |
| 3. Platz                |        |        |            |             |         |        |
| Top 10                  |        | 1      |            |             | 2       | 3      |
| Punkteränge             | 1      | 2      | 2          |             | 4       | 9      |
| Starts                  | 7      | 25     | 8          |             | 4       | 44     |
| Stand: 12. Februar 2011 |        |        |            |             |         |        |